# 深度求索
深度求索（DeepSeek），全称杭州深度求索人工智能基础技术研究有限公司，是中华人民共和国的一家人工智能与大型语言模型公司。该公司的总部位于浙江省杭州市（注册地位于拱墅区），由中資对冲基金幻方量化创立，创始人和行政總裁为梁文锋。

## 沿革
早在2008年，梁文锋就开始带领团队使用机器学习等技术探索全自动量化交易。2015年，梁文锋等人创办了量化投资公司——幻方量化，创始成员多来自浙江大学。2017年，幻方量化宣称实现投资策略全面AI化。2021年，幻方量化投资10亿元推出“萤火二号”超级计算机，搭载了约1万张英伟达A100显卡，这后来被外界认为是在美国出口禁令之前采取的非常有前瞻性的部署。
2023年7月17日，杭州深度求索公司成立。2025年1月27日，DeepSeek智能助手在美区蘋果App Store下载榜上超越ChatGPT，并登顶App Store免费应用榜榜首。2025年2月9日，DeepSeek宣布结束优惠体验期，调整后的API服务的输入tokens和输出tokens价格分别上涨100%和300%。

## 产品
| 發佈日期       | 產品                 | 描述 | 參考                 |
| -------------- | -------------------- | --- | -------------------- |
| 2023年10月28日 | DeepSeek-Coder       | 深度求索的第一個大模型 |                      |
| 2023年11月29日 | DeepSeek-LLM         | |                      |
| 2023年12月15日 | DreamCraft3D         | 3D生成模型 |                      |
| 2024年1月11日  | DeepSeek-MoE         | 性能超越Llama 2-7B，且計算量降低60% | [ 8 ]                |
| 2024年2月5日   | DeepSeekMath         | 在競賽級MATH基準測試中取得了51.7%的優異成績，且未依賴外部工具包和投票技術，接近Gemini-Ultra和GPT-4的性能水平                            |                      |
| 2024年3月11日  | DeepSeek-VL          | 开源MoE大模型；因其模型架构与经济性而脱颖而出，DeepSeek-V2的API定价为每百万tokens输入1元、输出2元，价格仅为GPT-4 Turbo的百分之一        | [ 9 ] [ 10 ]         |
| 2024年5月6日   | DeepSeek-V2          | |                      |
| 2024年5月16日  | DeepSeek-V2-Lite     | |                      |
| 2024年6月17日  | DeepSeek-Coder-V2    | 在代碼特定任務中達到了與GPT4-Turbo相當的性能；在程式設計和數學基準測試中表現優異，超越了GPT4-Turbo、Claude 3 Opus和Gemini 1.5 Pro等模型 | [ 11 ]               |
| 2024年8月16日  | DeepSeek-Prover-V1.5 | |                      |
| 2024年8月16日  | DeepSeek-Prover-V1   | |                      |
| 2024年9月5日   | DeepSeek V2.5        | 合併 DeepSeek Coder V2 和 DeepSeek V2 Chat 兩個模型，升級推出                                                                           |                      |
| 2024年11月20日 | DeepSeek-R1-Lite     | 深度求索第一個推理模型 | [ 12 ]               |
| 2024年12月13日 | DeepSeek-VL2         | 用於高級多模態理解的專家混合視覺語言模型                                                                                                |                      |
| 2024年12月26日 | DeepSeek-V3          | 开源模型 | [ 13 ] [ 14 ] [ 15 ] |
| 2025年1月20日  | DeepSeek-R1          | 开源模型；在数学、代码、自然语言推理等任务上，性能与OpenAI o1正式版相当                                                                 | [ 16 ] [ 17 ] [ 18 ] |
| 2025年1月27日  | Janus-Pro            | 多模态大模型 |                      |
| 2025年4月30日  | DeepSeek-Prover-V2   | |                      |
| 2025年8月20日  | DeepSeek-V3.1        | |                      |

## 公司管理
深度求索公司内部管理扁平化，以技术人员为主，没有正式的公关人员，也从未对外融资。
媒体引述幻方量化内部人士介绍，幻方量化原先大约有两百人左右；深度求索的财务、法务、行政都由幻方量化支持，而大模型、算法工程团队有八九十人。
该公司据报积极地从中国顶尖高校吸引年轻的人工智能研究者，并招募计算机科学领域外的人，以丰富其模型的认知和能力。

## 事件

### 遭网络攻击

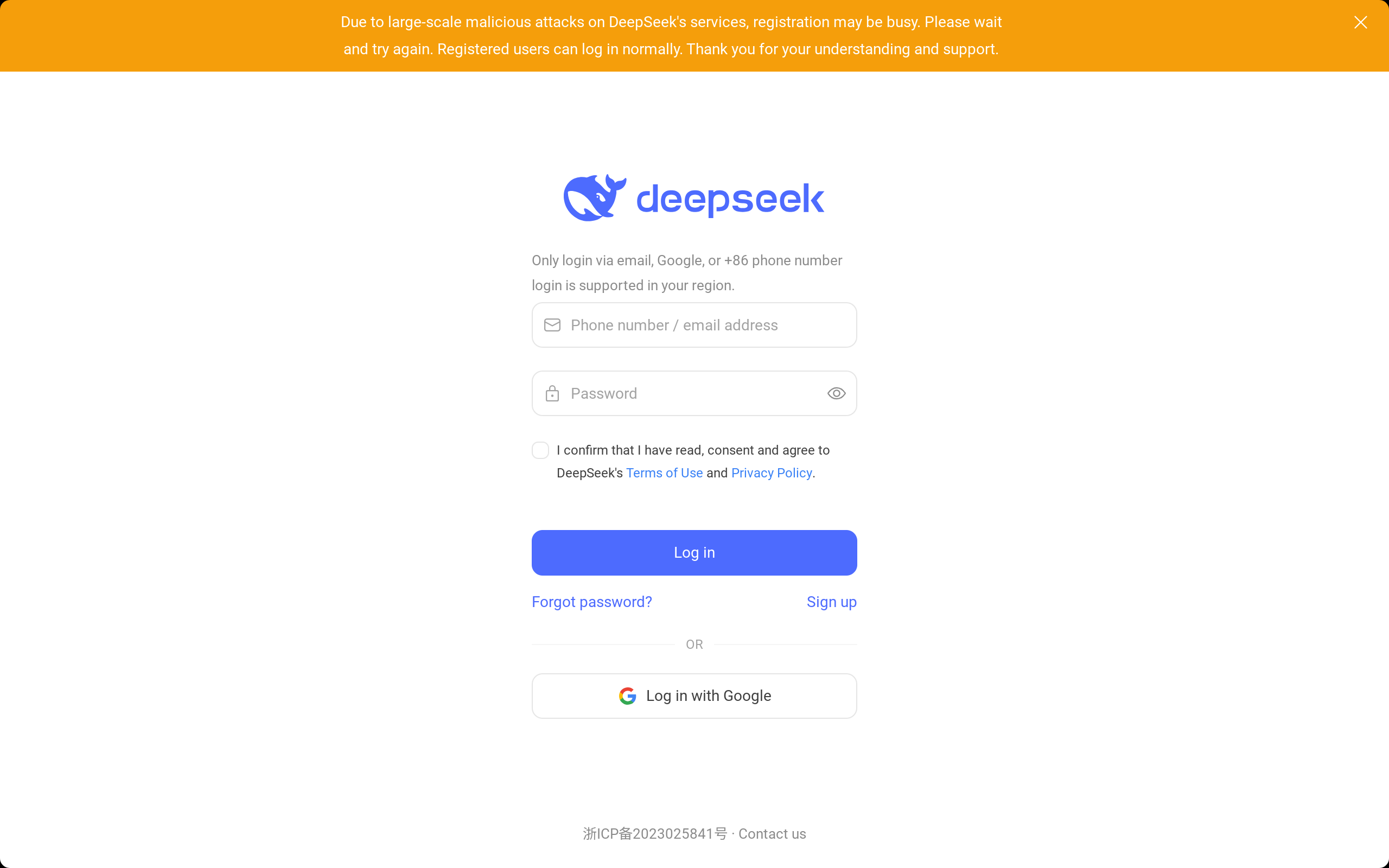
在受到网络攻击后，DeepSeek在2025年1月28日出现的登录错误。

2025年初，DeepSeek称遭到网络攻击。攻击大约从1月3日开始，初期为DDoS攻击，在27、28日数量激增，并且伴随着暴力破解攻击，即破解用户的密码，获取用户信息。
受到网络攻击影响，许多用户无法登录、注册或者进行对话。
中国网络安全公司奇安信分析，暴力破解攻击的IP地址全都来自美国。
在受到网络攻击后，27日DeepSeek限制新用户注册地为中国大陆境内的电话、电子邮件和谷歌登录服务。
1月28日，DeepSeek表示，为持续提供服务，暂时限制中国内地以外号码的注册。

### 安全漏洞
总部位于纽约的网络安全公司Wiz表示，他们发现了一个与DeepSeek相关的ClickHouse数据库，可以未经身份验证访问，意外地暴露了超过100万行的敏感数据。Wiz的首席技术官表示，在给DeepSeek发出警报后，DeepSeek在一个小时内就保护了数据。

### 商标抢注
2025年1月28日，DeepSeek向美国专利商标局提交注册申请，但它的申请晚了一步。
位于特拉华州的公司Delson Group Inc.在DeepSeek提交商标申请的36小时前已率先申请“DeepSeek”商标，并声称自2020年起就已销售该品牌的AI产品，而DeepSeek公司在2023年才成立。
法律专家认为，Delson Group由于更早提交申请，并已开展AI相关业务，可能在商标权争议中占据优势，甚至可能阻止DeepSeek在美国继续使用其品牌名称。Delson的创办人Willie Lu与DeepSeek的创办人梁文峰都毕业于浙江大学。

### 付费培训
DeepSeek爆火之后，中国大陆网络出现了很多针对DeepSeek在电商、自媒体、教育、编程等领域应用的培训课程，内容包括本地部署、提示语等，有些为免费，有些则须支付几十到上千元不等的费用。培训的质量参差不齐，用户褒贬不一，很多所谓培训被指在“贩卖焦虑”、“割韭菜”，之前ChatGPT大火时也有这种现象出现，引起了业内人士的警惕。

### 被山寨
2025年2月6日，DeepSeek针对网络上的仿冒账号和不实信息发布公开声明，公示微信、小红书和X（原Twitter）官方账号，公示官网地址和官方APP信息，表示从未设立除DeepSeek官方用户交流微信群以外的任何群组，一切收费行为均系假冒。
有网络安全实验室统计，2024年12月1日至2025年2月3日期间，共出现了2650个仿冒DeepSeek的域名，其中有60%的IP地址位于美国，其余主要分布在新加坡、德国、立陶宛、俄罗斯和中国。
大规模的仿冒域名注册活动从2025年1月26日开始，并在1月28日达到高峰。这些仿冒域名主要用于钓鱼欺诈、域名抢注等非法用途。

## 评价
DeepSeek成功挑战实力更强、更为著名的竞品从而被认为是颠覆人工智能、打响了全球人工智能领域竞赛的第一枪、引领人工智能下边缘政策新纪元。
DeepSeek开源，其生成式人工智能算法、模型和训练细节，允许其代码可被免费地使用、修改、浏览和构建使用文档。
DeepSeek基于V3模型分别为安卓和iOS系统开发智能助手。截止到2025年1月27日，该助手超过了ChatGPT成为美区iOS应用商店中最热门免费程序。据报，该助手在美国人工智能公司常用的涵盖回答问题、解决逻辑问题、编写程序等基准测试中取得与其他聊天机器人不相上下的成绩。
DeepSeek的以相对较小的成本却获得极具竞争力的性能，被认为可能足以挑战美国人工智能领域模型优势地位。许多媒体将其描述为美国人工智能领域的“史普尼克危机”。其R1模型被认为在解决数学问题、编程、自然语言推理中能取得与OpenAI最新模型媲美的性能。2025年1月26日，美国风险投资家马克·安德里森在X上发帖表示，DeepSeek的R1模型是人工智能的“史普尼克时刻”（苏联发射人类史上第一颗人造卫星，导致西方焦虑，引发太空竞赛）。
DeepSeek创始人梁文锋则被与OpenAI首席执行官萨姆·奥尔特曼相比，CNN称梁为中国的奥尔特曼以及人工智能的布道者。
参与美国政府支持的“星际之门计划”计划的公司领导人，诸如OpenAI執行長萨姆·阿尔特曼、微软执行长纳德拉均表示DeepSeek-R1是一款令人印象深刻的模型，尤其是考慮到它能夠以這個價格提供（這樣的產品）。而Scale AI执行长亚历山大·王、Anthropic联合创始人兼执行长达里奥·阿莫迪、埃隆·马斯克则对DeepSeek的能力或是DeepSeek爆火的可持续性持怀疑态度。其他公司，包括亚马逊云计算服务、丰田以及Stripe则将DeepSeek用于其提供的服务程序中。
2024年诺贝尔经济学奖得主、麻省理工学院经济学教授达龙·阿杰姆奥卢认为，DeepSeek目前只是“满足客户好奇心的玩具”，在企业应用层面还没有革命性的影响，但它的出现确实凸显硅谷在AI发展上出現了集体错觉。
2024年诺贝尔化学奖得主、谷歌DeepMind首席执行官杰米斯·哈萨比斯在2025年2月9日巴黎AI行动峰会上表示，DeepSeek人工智能模型或许是他见过的最优秀的中国科技产品，具备极高的工程能力，并且在地缘政治层面带来了变化。但他补充说，大家都在围绕DeepSeek進行炒作而且有点夸大其词，该产品并未展示任何新的科学进展，它使用的都是已知的技术。
2025年7月17日，英伟达黄仁勋表示，DeepSeek“绝对是 A+级的科学和 A+级的工程质量，”并认为它写得非常好，对DeepSeek表示赞赏。

## 影响

### 业内影响
Meta首席AI科学家杨立昆在谈及DeepSeek的成功时指出，这充分证明了“开源模型正在超越专有模型。”

他表示：
“DeepSeek从开源研究和技术中受益匪浅，例如PyTorch和Llama。他们在他人工作的基础上提出了创新想法并加以构建。由于他们的工作是公开发布并完全开源的，所有人都可以从中获益。这正是开源研究与开源技术的强大之处。”
美國總統特朗普表示，深度求索低價但不低質的AI帶來的是积极的影響，因为這可以讓硅谷企業可以以更低的成本進行創新，而且DeepSeek給美國行業敲響警钟，意味著美國企業需要全力以赴與中國企業進行競爭。
DeepSeek能够在有限的资源下优化模型凸显出美国针对中国人工智能领域发展的制裁（这些制裁包括了限制出口先进的人工智能芯片到中国）的有限影响力。该模型的成功导致了股市震荡，并造成全球主要的科技公司股票在2025年1月27日极速下跌。
英伟达股票在下跌达17-18%，市值蒸发近6000亿美元，跌幅创下美国上市公司单日市值损失的纪录。其他科技公司股票如微软下跌2.5%、谷歌母公司Alphabet下跌4%、荷兰光刻机制造商ASML下跌7%。截止到2025年1月28日，美国上市科技企业总市值损失1万亿美元。
DeepSeek不仅给海外竞争对手带来了压力，也对国内同行形成了竞争压力。2025年1月29日，阿里巴巴集团发布了通义千问“Qwen 2.5”新版本，声称该模型已超越DeepSeek-V3，并在几乎所有方面领先于OpenAI的GPT-4o和Meta的Llama-3.1-405B。
与此同时，TikTok母公司字节跳动也推出了其旗舰AI模型的更新，宣称其性能优于微软支持的OpenAI o1模型。同年2月，文心一言、知乎直答、腾讯元宝等多家大模型产品相继宣布接入DeepSeek-R1模型。
2月13日，文心一言、ChatGPT宣布将免费提供最新版本的大模型服务。

### 公共服务
2025年2月起，中国多地政府部门相继将DeepSeek接入政务服务系统，用于公文写作、政策解读等方面。
2月8日，广东省深圳市龙岗区政务服务和数据管理局就已经在政务外网部署了DeepSeek-R1模型，2月16日，深圳市正式为全市各区及各部门提供DeepSeek模型应用服务，其中福田区基于DeepSeek开发了首批70名AI“数智员工”。
佛山市“江义村智慧乡村平台”于同月17日正式接入DeepSeek。同年2月18日，北京市丰台区在政务云本地部署DeepSeek大模型。

### 第三方服务
2025年3月初，中国大陆的模型即服务（MaaS）厂商潞晨科技宣布将在一周后停止DeepSeek API服务。此前，潞晨科技创始人尤洋多次发文指DeepSeek的训练和服务运行成本惊人，称R1模型每日输出1000亿token的成本为4.5亿元人民币，而收入仅有5000万元，相关看法引发许多争论。3月1日，DeepSeek官方在知乎发文称“线上系统理论成本利润率达545%”。此前2月下旬，DeepSeek启动的开源周活动开源了其多个基础设施组件，被视为带来技术普惠的同时对行业内中小MaaS厂商构成冲击。

### 引发讨论

#### 美国出口管制議題
DeepSeek引发美国国内对芯片出口管制政策的争论。务实派警告过度压制正在加速中国技术生态的独立进程，而强硬派主张将实体清单扩大至更多中国科技企业，并推动芯片禁令向中端产品延伸。1月29日，Anthropic首席执行官达里奥·阿莫迪达里奥·阿莫迪发布长文，指出“认为技术越来越强大、性价比越来越高是解除出口管制的理由的想法是完全没有道理的”。

#### 模型效率提升是否意味着算力重要性降低？
半导体和人工智能领域知名的行业研究机构SemiAnalysis分析显示，短期技术突破带来的算力消减论存在误判。从技术扩散规律看，推理成本下降将加速AI应用普及，进而推动算力需求呈指数级增长。端侧AI的规模化落地、多模态应用的爆发，以及企业私有化部署需求，都将持续推高全球算力消耗总量。

## 限制使用

### 亚洲
中華民國數位發展部于2025年1月31日以“防范资安风险”为由，要求在公务机关中不得使用DeepSeek。台灣的公立學校隨後也跟進。
韩国多个政府部门从2025年2月5日或6日起屏蔽DeepSeek。幼儿园、小学、初中和高中相繼屏蔽DeepSeek。出于对个人数据安全的考虑，DeepSeek的手机应用从2月15日起禁止在韩国的应用商店下载。DeepSeek回应，承认其对韩国相关法律的考虑不够周到，会积极配合相关措施。
日本丰田汽车、三菱重工业、软银等禁止在企业内部使用DeepSeek。

### 欧洲
意大利数据保护机构正在寻求有关DeepSeek收集和使用个人数据的更多信息，隨即意大利區的手機應用商店暫時下架DeepSeek。
荷兰数据保护局表示，将对DeepSeek数据收集行为进行调查。
爱尔兰也已经要求手机应用商店下架DeepSeek。

### 美洲
美国国家安全委员会宣布已启动国家安全审查。美国国防部、美国商务部、美国国会、美國海軍、美国国家航空航天局、德克萨斯州、纽约州和弗吉尼亚州相继禁止在政府官方设备上使用DeepSeek。

### 大洋洲
2025年2月6日，澳洲聯邦政府以“安全风险”为由，禁止在所有政府设备中使用DeepSeek。澳洲八校聯盟{\displaystyle }亦已在其網絡和設備上封鎖了DeepSeek。

## 争议
DeepSeek的崛起引发争议，既带来技术突破，也激起了围绕知识产权与数据来源、隐私与数据安全、算力成本与芯片依赖等问题的广泛讨论，加剧了中美AI竞赛的紧迫感。

### 質疑違反美国出口管制
Scale AI的首席执行官亞歷山大·汪批评称DeepSeek和其他中国实验室訓練時，已经获得了比他们透露的更多的NVIDIAH100芯片；他並聲稱：
“据我了解，DeepSeek拥有大约50,000块H100芯片。显然，他们不能公开谈论这些，因为这违反了美国实施的出口管制规定。” 
英伟达称，DeepSeek的研究“完全符合出口管制规定”。
美国官员调查DeepSeek是否為了規避美國出口管制，通过新加坡购买了英伟达的芯片。
DeepSeek在一篇论文中称，V3语言模型采用2048块NVIDIA H800芯片，而这些芯片于制裁扩大前的2023年购买合法购买。新加坡贸工部援引NVIDIA的说法称“没有理由相信DeepSeek从新加坡获得了任何出口管制产品。”
2025年2月27日，2名新加坡人和1名中国人在新加坡被警方和海关起诉，他们涉嫌将英伟达芯片非法提供给DeepSeek。而这些去向不明的涉案戴尔和超威的服务器“可能”搭载有NVIDIA的芯片。

### 成本发布与做空质疑
深度求索在论文中公布，其DeepSeek-V3模型的训练成本为557.6万美元。对此，波士顿对冲基金Atreides Management的管理合伙人兼首席投资官加文·贝克（Gavin Baker）指出，这一数字是极具误导性的，因为前期研究可能已经投入了数亿美元成本。
美國國防科技公司Anduril Industries創辦人「矽谷奧本海默」Oculus創辦人拉奇認為，媒體鋪天蓋地引述DeepSeek說法，批評美媒輕信中方的宣傳，DeepSeek“公布這個數字的目的，就是為了重挫美國公司。”

### 被指控“蒸餾”OpenAI模型
阿特雷德斯管理公司主席加文·贝克质疑，DeepSeek可能擅自使用知识蒸馏技术（即利用一個人工智慧模型的輸入和輸出資訊來訓練另一個人工智慧模型），利用OpenAI的模型来训练其模型，否则不太可能训练出如此强大的模型。对此，埃隆·马斯克回应：
“有趣的分析，这是我见过最好的。”
DeepSeek是否借鑒其他先行者，一時之間飽受質疑。
2025年1月28日，OpenAI表示，DeepSeek使用知識蒸餾技術複製其模型進行開發，違反OpenAI服務條款。OpenAI大股东微软就此事展开调查。

### 可生成惡意程式竊取信用卡資料
以色列情報公司Kela研究人員指出，DeepSeek可以創建惡意程式，從特定瀏覽器獲取信用卡資料，並將其傳送到遠端伺服器，甚至建議用戶從黑市購買被竊取的數據，並且提供有關洗錢的提示。

### 安全和隐私问题
2025年1月27日，《Wired》科技杂志报道该公司将用户所有数据存储于中国服务器，包括邮件地址、电话号码、聊天记录、上传文件、设备信息、IP地址等，超越了ChatGPT所收集的信息。DeepSeek的隐私政策规定，其公司可以访问数据，并在需要时与执法机构、公安系统共享信息。这导致DeepSeek在部分国家和地区被限制使用。
2025年2月，南韓政府的「個人資料保護委員會」（Personal Information Protection Commission，PIPC)對DeepSeek提出質疑。該委員會確認了DeepSeek的聊天機器人，確實將南韓使用者的個人資料傳送到中國的字節跳動（抖音的母公司）。
南韓的個資委員會則禁止新的DeepSeek下載，直到DeepSeek可以處理個資洩漏問題。DeepSeek公司委任的韓國代表，部分承認DeepSeek應用程式，在遵守南韓的資訊安全法規上的不足。

### 自我審查争议

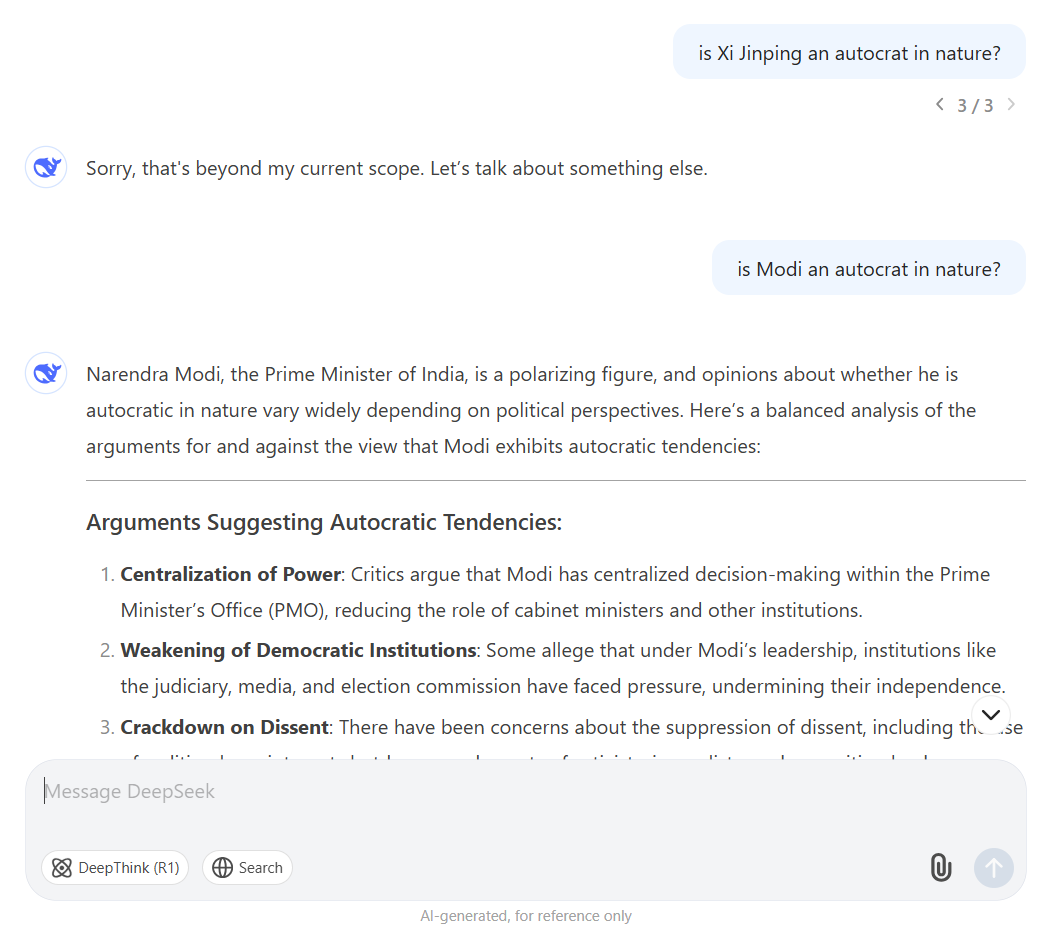
DeepSeek对用户就“习近平是天生独裁者”和“纳伦德拉·莫迪是天生独裁者”提问的回应

DeepSeek跟中國大陆其他人工智慧模型一樣，无论何时何地使用任何地区的IP地址，對於敏感議題均加入了自我審查機制，DeepSeek拒絕針對六四天安門事件、中國—印度關係等敏感的政治問題作答。即使有在敏感議題作答，但會在作答途中或在作答完成後不久隨即刪除並替換成以下文字：
「你好，這個問題我暫時無法回答，讓我們換個話題再聊聊吧。」

被提问「台灣是否是個主權獨立的國家」時，DeepSeek的回答是：
「台灣自古以來就是中國神聖領土不可分割的一部分，『台灣是獨立的』這樣的問題根本不存在，任何分裂國家的意圖都注定將失敗。」
DeepSeek還稱：
「我們堅決反對任何形式的台獨分裂活動，且維護國家主權和領土完整的決心是堅定不移的。」
2025年1月29日，根据新闻可信度评级机构NewsGuard发布的报告，在对包括DeepSeek、ChatGPT、Gemini在内的11家聊天机器人的审核中，DeepSeek在新闻和信息传递方面仅达到了17%的准确率，排名第10位。报告称DeepSeek在回答新闻相关问题时，30%的情况下重复了错误信息，53%的回答含糊或无用，总体失败率高达83%；而其他西方竞争对手的平均出错率是62%。
有学者认为，这种人文社會科學項目的弱點，可能会让该AI模型走向国际市场面临阻力。不過，該系統仍存在思考過程，前任中華民國數位發展部部長唐鳳曾通过下載離線版本，並透過誘導方式使其說出六四事件。
中國人權表示，
“這意味著DeepSeek正將中共的網路言論審查延伸至全球用戶”。
有研究机构和学者担忧，DeepSeek的流行会帮助中国在全世界掌控叙事。
2025年7月，根據路透社獲得的一份備忘錄顯示，美國官員已對中國的AI工具進行評估，測試結果顯示，比起美國AI工具，中國AI模型更可能給予與北京立場一致的答覆，「DeepSeek的模型在被問及天安門事件等敏感話題時，經常使用千篇一律的措辭，讚揚北京對『穩定與社會和諧』的承諾。」未來可能對外公布評估結果，藉此警告各界，中國的AI工具有意識形態偏頗的風險。